# おはこんラジオ
おはこんラジオ（おはこんラジオ）は、NBCラジオ佐賀で、2007年4月から2013年3月まで放送していたラジオ番組。放送時間は毎週月曜～金曜7:25～11:40。
正式にはこの後に各パーソナリティの名前を織り込んだ番組タイトルを設定しており、「おはこんラジオ」自体はそれらをまとめるレーベルとなっている。

## 概要
- 7:10までは長崎からの情報を流し、全国ニュースを挟んだ後、佐賀エリア独自編成で、この番組を放送している。
- それでも、一部時間帯は長崎からの番組を入中しており、「歌のない歌謡曲」（豊﨑なつき）などを放送している。
- 7:25～9:00の時間帯は、メインパーソナリティ（最終キャストではよしのがり牟田(月曜・火曜・水曜)、ヒーマン(木曜・金曜)）が1人で担当しており、サブ担当は9:00から出演する。

## 朝番組の変遷
- 2007年3月までは9:00～11:40の枠で「よしのがり牟田のラジオですよ」が月曜～水曜、「とれたてヒーマン!」が木曜・金曜に放送されていたが、2007年4月からはよしのがり牟田、ヒーマンのメインパーソナリティーはそのままで「おはこんラジオ」枠が7:25～11:40に拡大となった。
- 2009年10月2日から、前身の「とれたてヒーマン!」からヒーマンと一緒にパーソナリティをしていた徳永陽子が産休で降板となり、女性パーソナリティが大迫佐和子、長田麻衣子に交代する。
- 2010年4月4日から、月曜パーソナリティーとして藤田加奈が起用される。
- 2010年10月7日から、産休明けの徳永陽子が復帰。

## タイトル一覧
- おはこんラジオ よしのがりかよ～!!　(火曜　よしのがり牟田・石井理加)
- おはこんラジオ よしっと行くゾ!さわやかモード!!　(火曜　よしのがり牟田・岩永さやか)
- おはこんラジオ ムータンともコッコー　(月曜　よしのがり牟田・鳥井智子)
- おはこんラジオ Oh!よしのや　(月曜・火曜　よしのがり牟田・吉野綾)
- おはこんラジオ　カナリしゃべりたがり!　(月曜　よしのがり牟田・藤田加奈)
- おはこんラジオ よしのがりしほうだい　(火曜　よしのがり牟田・宮地志穂)
- おはこんラジオ ムタ☆モロ　(水曜　よしのがり牟田・諸岡彩)
- おはこんラジオ ラッキーすいすいアキラキラー!　(水曜　田代奈々・希望彰)
- おはこんラジオ ヒーマン＆さわGo! Go!　(木曜　ヒーマン・大迫佐和子)
- おはこんラジオ ヒーマンMaiど お騒がせ　(金曜　ヒーマン・長田麻衣子)
- おはこんラジオ ヒーマン徳配便 (木曜・金曜　ヒーマン・徳永陽子)

## 過去の編成
- ＜2007年4月～2008年3月＞
  - 「おはこんラジオ Oh!よしのや」　　月曜～水曜　(月曜・火曜はよしのがり牟田、吉野綾、水曜はよしのがり牟田)
  - 「おはこんラジオ ヒーマン徳配便」　　木曜・金曜　（ヒーマン、徳永陽子）
- ＜2008年4月～2009年3月＞
  - 「おはこんラジオ よしっと行くゾ!さわやかモード!!」　　月曜・火曜　（よしのがり牟田、岩永さやか）
  - 「おはこんラジオ ラッキーすいすいアキラキラー!」　　水曜　（田代奈々、希望彰）
  - 「おはこんラジオ ヒーマン徳配便」　　木曜・金曜　（ヒーマン、徳永陽子）
- ＜2009年4月～2009年9月＞
  - おはこんラジオ ムータンともコッコー　(月曜　よしのがり牟田・鳥井智子)
  - おはこんラジオ よしっと行くゾ!さわやかモード!!　(火曜　よしのがり牟田・岩永さやか)　
  - おはこんラジオ ムタ☆モロ　(水曜　よしのがり牟田・諸岡彩)
  - おはこんラジオ ヒーマン徳配便 (木曜・金曜　ヒーマン・徳永陽子)
- ＜2009年10月～2010年3月＞
  - おはこんラジオ ムータンともコッコー　(月曜　よしのがり牟田・鳥井智子)
  - おはこんラジオ よしっと行くゾ!さわやかモード!!　(火曜　よしのがり牟田・岩永さやか)　
  - おはこんラジオ ムタ☆モロ　(水曜　よしのがり牟田・諸岡彩)
  - おはこんラジオ ヒーマン＆さわGo! Go!　(木曜　ヒーマン・大迫佐和子)　
  - おはこんラジオ ヒーマンMaiど お騒がせ　(金曜　ヒーマン・長田麻衣子)
- ＜2010年4月～2010年9月＞
  - おはこんラジオ　カナリしゃべりたがり!　(月曜　よしのがり牟田・藤田加奈)
  - おはこんラジオ よしっと行くゾ!さわやかモード!!　(火曜　よしのがり牟田・岩永さやか)　
  - おはこんラジオ ムタ☆モロ　(水曜　よしのがり牟田・諸岡彩)
  - おはこんラジオ ヒーマン＆さわGo! Go!　(木曜　ヒーマン・大迫佐和子)
  - おはこんラジオ ヒーマンMaiど お騒がせ　(金曜　ヒーマン・長田麻衣子)
- ＜2010年10月～2011年3月＞
  - おはこんラジオ　カナリしゃべりたがり!　(月曜　よしのがり牟田・藤田加奈)
  - おはこんラジオ よしっと行くゾ!さわやかモード!!　(火曜　よしのがり牟田・岩永さやか)　
  - おはこんラジオ ムタ☆モロ　(水曜　よしのがり牟田・諸岡彩)
  - おはこんラジオ ヒーマン徳配便　(木曜　ヒーマン・徳永陽子)
  - おはこんラジオ ヒーマンMaiど お騒がせ　(金曜　ヒーマン・長田麻衣子)
- ＜2011年4月～2011年9月＞
  - おはこんラジオ　カナリしゃべりたがり!　(月曜　よしのがり牟田・藤田加奈)
  - おはこんラジオ よしのがりかよ～!!　(火曜　よしのがり牟田・石井理加)　
  - おはこんラジオ ムタ☆モロ　(水曜　よしのがり牟田・諸岡彩)
  - おはこんラジオ ヒーマン徳配便　(木曜　ヒーマン・徳永陽子)
  - おはこんラジオ ヒーマンMaiど お騒がせ　(金曜　ヒーマン・長田麻衣子)
- ＜2011年10月～2011年12月＞
  - おはこんラジオ　カナリしゃべりたがり!　(月曜　よしのがり牟田・藤田加奈)
  - おはこんラジオ よしのがりかよ～!!　(火曜　よしのがり牟田・石井理加)　 ＊2011年12月で石井理加が産休で降板。
  - おはこんラジオ ムタ☆モロ　(水曜　よしのがり牟田・諸岡彩)
  - おはこんラジオ ヒーマン徳配便　(木曜　ヒーマン・徳永陽子)
  - おはこんラジオ ヒーマンMaiど お騒がせ　(金曜　ヒーマン・長田麻衣子)
- ＜2012年1月～2012年3月＞
  - おはこんラジオ　カナリしゃべりたがり!　(月曜　よしのがり牟田・藤田加奈)
  - おはこんラジオ よしのがりしほうだい　(火曜　よしのがり牟田・宮地志穂)　
  - おはこんラジオ ムタ☆モロ　(水曜　よしのがり牟田・諸岡彩)
  - おはこんラジオ ヒーマン徳配便　(木曜　ヒーマン・徳永陽子)
  - おはこんラジオ ヒーマンMaiど お騒がせ　(金曜　ヒーマン・長田麻衣子)
- ＜2012年4月～2013年3月＞
  - おはこんラジオ　カナリしゃべりたがり!　(月曜　よしのがり牟田・藤田加奈)
  - おはこんラジオ よしのがりしほうだい　(火曜　よしのがり牟田・宮地志穂)　
  - おはこんラジオ ムタ☆モロ　(水曜　よしのがり牟田・諸岡彩)
  - おはこんラジオ ヒーマン徳配便 (木曜・金曜　ヒーマン・徳永陽子)

## パーソナリティー
- よしのがり牟田 佐賀在住のタレント・ラジオパーソナリティー。
- ヒーマン 佐賀市在住のタレント・ラジオパーソナリティー。福岡のRKBラジオでも長く活躍中。次男は劇団朱雀所属の早乙女大和。
- 諸岡彩 2009年3月までスキッピーとして活躍。
- 宮地志穂 元々はNBCラジオ佐賀のディレクター。日曜日にPush 音!でパーソナリティデビューし、2012年1月から産休で降板した石井理加に代わって、初の生ワイド番組を担当。
- 藤田加奈 佐賀県伊万里市出身、久留米市のコミュニティFM(Dreams FM)でも番組を担当している女性パーソナリティ。
- 徳永陽子 長崎県出身、元々はNBC(長崎放送)のテレビ、ラジオで活躍していたが、旦那の福岡転勤を機にNBCラジオ佐賀に出演。1年の産休後、2010年10月にパーソナリティ復帰。